# Зелёный Яр (Донецкая область)
Зелёный Яр (укр. Зелений Яр) — село на Украине, находится в Никольском районе Донецкой области.
Код КОАТУУ — 1421781801. Почтовый индекс — 87023. Телефонный код — 6246.

## Население
- 1976 — 452 чел.
- 2001 — 450 чел. (перепись)

В 2001 году родным языком назвали:
- украинский язык — 262 чел. (58,22 %)
- русский язык — 188 чел. (41,78 %)

## Адрес местного совета
87023, Донецкая область, Никольский р-н, с. Зеленый Яр, ул.Центральная, 31А; 9-37-28